# Oeneis varuna
Oeneis varuna är en fjärilsart som beskrevs av Edwards 1894. Oeneis varuna ingår i släktet Oeneis och familjen praktfjärilar. Inga underarter finns listade i Catalogue of Life.